# Vidas Bičiulaitis
Vidas Bičiulaitis (Kaunas, URSS, 11 de agosto de 1971) es un deportista lituano que compitió en boxeo. Ganó una medalla de bronce en el Campeonato Mundial de Boxeo Aficionado de 1995 , en el peso pluma.

## Palmarés internacional
| Campeonato Mundial | Campeonato Mundial | Campeonato Mundial | Campeonato Mundial |
| Año                | Lugar              | Medalla            | Categoría          |
| ------------------ | ------------------ | ------------------ | ------------------ |
| 1995               | Berlín (Alemania)  | Medalla de bronce  | 57 kg              |